# Roque Ablan

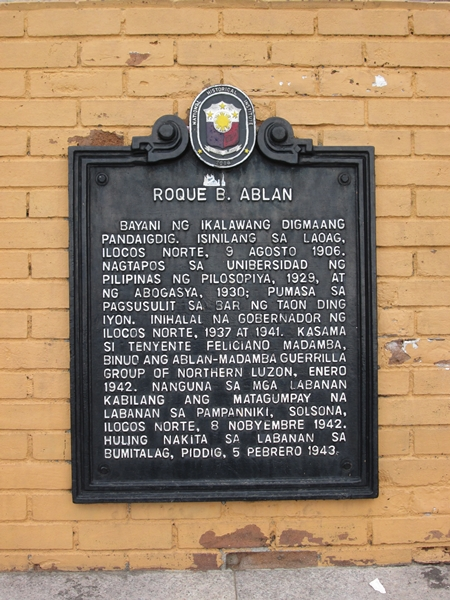
Gedenkplaat

Roque Ablan (Paoay, 9 augustus 1906 - 31 januari 1943) was een Filipijns gouverneur en guerrillaleider tijdens de Tweede Wereldoorlog.

## Biografie
Roque Ablan werd geboren op 9 augustus 1906 in Paoay in de provincie Ilocos Norte. Zijn ouders waren Victor Ablan en Raymunda Blanco. Na het voltooien van de Laoag High School in 1924 studeerde hij aan de University of the Philippines. Daar behaalde hij een bachelor of philosophy-diploma in 1929 en een bachelor-diploma rechten in 1930. In datzelfde jaar slaagde hij bovendien met de op acht na beste score van zijn jaar voor het toelatingsexamen van de Filipijnse balie (bar exam). In zijn studietijd was hij bovendien verslaggever van de Philippines Herald en was hij redacteur van Carnival Courier, Philippine Collegian en het jaarboek van de UP, de Philippinesian.
Na zijn studie keerde hij terug naar zijn geboorteprovincie, waar hij in 1937 werd gekozen tot gouverneur van de Ilocos Norte. Na afloop van zijn 1e termijn werd hij herkozen. Ook zou hij door Manuel Quezon benoemd worden in diens kabinet. Dit ging uiteindelijk niet door toen de Japanners in 1942 de Filipijnen binnenvielen en de macht overnamen.
Tijdens de Japanse bezetting leidde hij een guerrillabeweging waarmee hij in het noorden van de Filipijnse eiland Luzon diverse malen Japanse troepen aanviel. Op 31 januari 1943 kwam zijn guerrillagroep onder vuur te liggen. Hij is daarbij hoogstwaarschijnlijk om het leven gekomen en werd nooit meer gezien. Ablan was getrouwd  met Manuela Ravelo en kreeg met haar een zoon Roque Ablan jr. Ablan jr. was later ook gouverneur van Ilocos Norte en lid van het Filipijns Huis van Afgevaardigden.